# Pforte an der Sasbrug

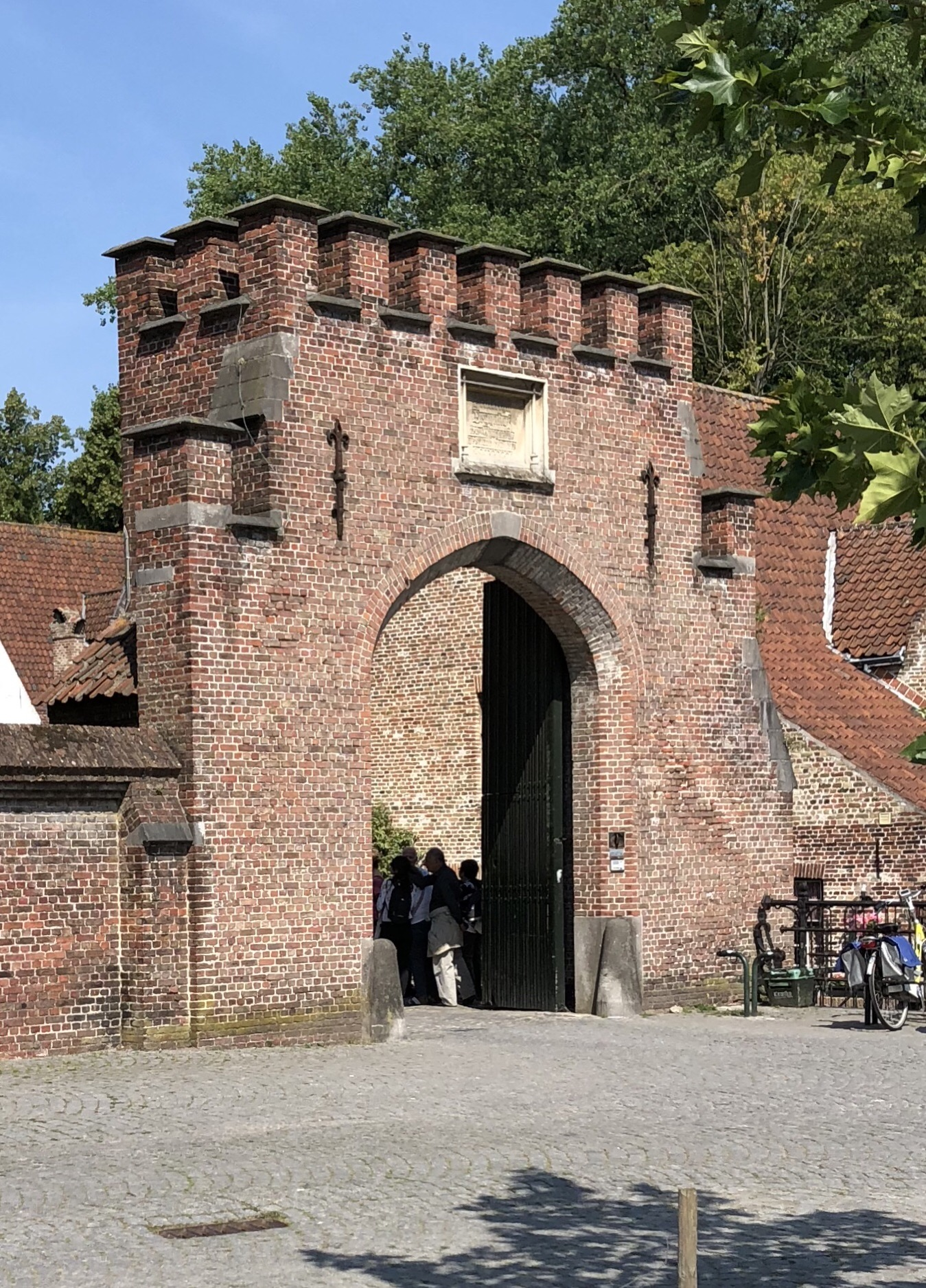
Pforte an der Sasbrug, 2019

Die Pforte an der Sasbrug (niederländisch Poortgebouw aan Sasbrug) ist ein denkmalgeschütztes Tor in Brügge in Belgien.
Die Pforte befindet sich an der Ostseite des Beginenhofs Brügge und überspannt den Zugang von der Straße Sashuisbrug zur Straße Begijnhof. Unmittelbar nördlich des Tors verläuft der Kanal Bakkersrei, südlich schließt sich die gleichfalls denkmalgeschützte Mauer hinter Begijnhof 13, 15, 17 an.
Das aus Backsteinen errichtete bogenförmige Tor entstand im Zeitraum des letzten Viertels des 19. Jahrhunderts bzw. ersten Viertel des 20. Jahrhunderts. Es ist mit Zinnen versehen und im Stil des Neu-Tudors gestaltet. Mittig oberhalb des Torbogens befindet sich auf der Außenseite ein mit einer Inschrift in Niederländisch versehener Giebelstein.
Die Inschrift lautet:
Prinselijk

Begijnhof

ten Wijngaarde

gesticht ten jare

MCCXXXXV

(Auf deutsch bedeutet die Inschrift: Fürstlicher Beginenhof zum Weinberg gegründet im Jahr 1745)
Das Tor gehört zum Denkmalbereich des Beginenhofs und wird außerdem seit dem 14. September 2009 als architektonisches Erbe geführt.